# Tantó

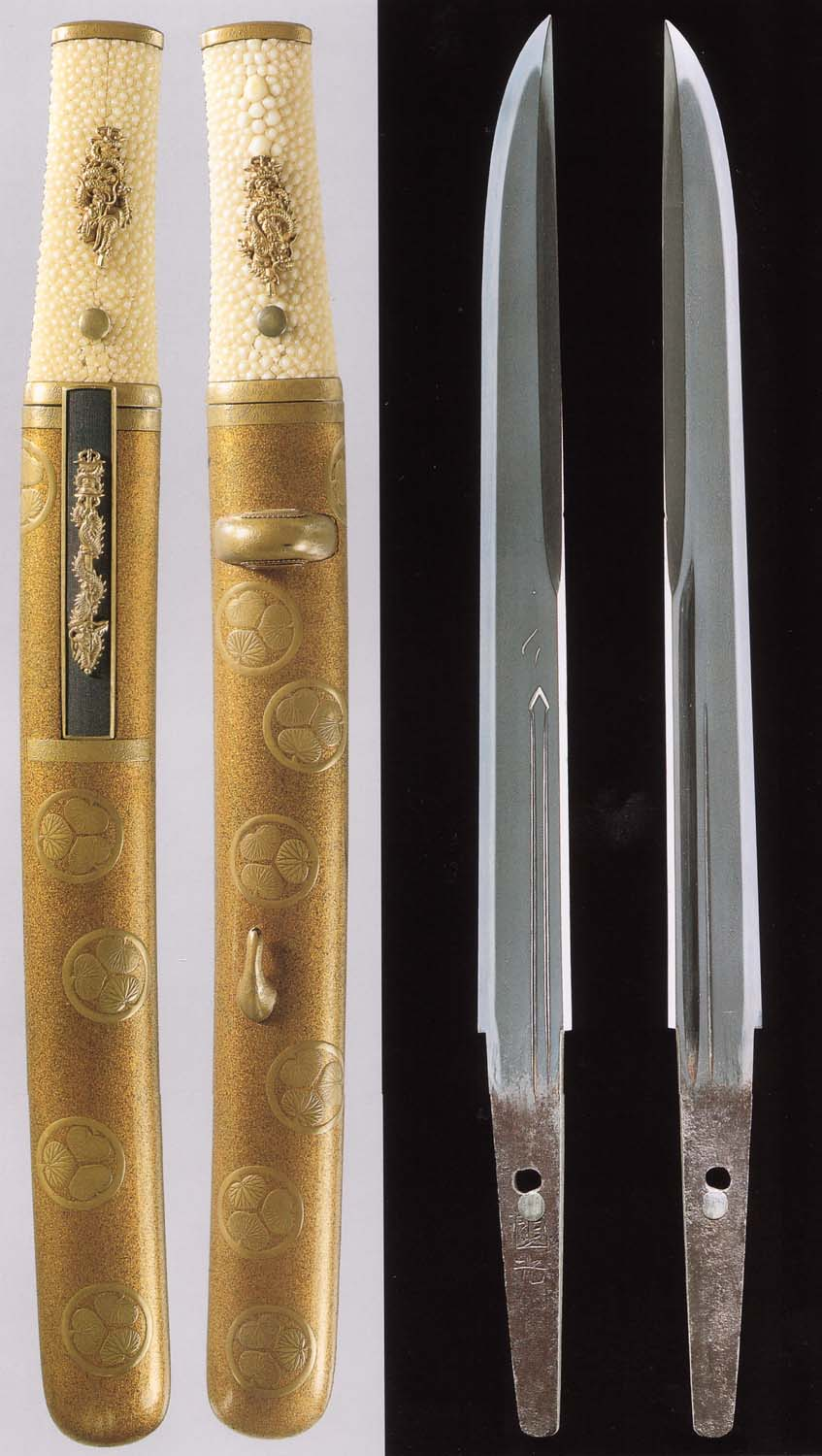

A tantó ( „rövid kard” általában egy enyhén ívelt, egyélű japán kés, aminek a penge hossza kevesebb, mint 1 shaku (30,3 cm). A fegyver készítése, és kovácsolása hasonló a japán hosszú kardok (pl: katana) elkészítési módjához.

## Maga a tantó
A tantó szűkebb értelemben egy kés keresztvassal (Tsuba), persze a különböző fajtákból találunk markolat nélkülit is.
A japán harcművészetekben igazi tantó helyett egy fából készült másolattal gyakoroltak, ami a tantó bó elnevezést kapta.

## Tantófajták

### Hamidasi és Joroi-dosi
Ez a tantóforma egy kisebb markolattal rendelkezik, alig nagyobb a fogantyú átmérőjénél. Ezt a variációt a háború idején viselték a katanához hasonló tacsi karddal, általában a csípő bal oldalán hordták és a közelharcban használták.
A Joroi-dosi egy jóval hosszabb pengével rendelkezik, főként az ellenség megsebzésére, összevágására használták, és az elesett páncélos ellenfelek lefejezésekor alkalmazták.

### Aikucsi
Egy olyan tantófajta, amin nincs markolat. A fogantyú könnyedén becsúszhat a hüvelybe (Saja).

### Kaiken
A kaiken(angolul) egy kés 8-16 cm-es pengével. Elsődlegesen önvédelmi célokra használták, de a nők az öngyilkosságot (szeppuku) is ezzel hajtották végre.

### Kozuka
Más néven „kis kés” a mindennapokban általános célokra használt tantó.

### Kubikaki-Katana
Az ívelt penge már csak az ellenségek lefejezésére szolgált.

### Ken-tantó
Habár a ken a kard egyik kifejezése, ez egy kétélű tantóvariáció.

## A tantó pengéje
A nyugati zsebkések, és harci kések is a tantó kések mintájára készültek, azzal a különbséggel, hogy a tantó pengéje ívelt. Ezért ezeket a népszerű (nyugati) késforma fajták nem sorolhatóak a hagyományos japán pengeformákhoz.

## Fordítás
Ez a szócikk részben vagy egészben  a   Tantō című német Wikipédia-szócikk fordításán alapul.  Az eredeti cikk szerkesztőit annak laptörténete sorolja fel. Ez a jelzés csupán a megfogalmazás eredetét és a szerzői jogokat jelzi, nem szolgál a cikkben szereplő információk forrásmegjelöléseként.
Ez a szócikk részben vagy egészben  a   Tantō című angol Wikipédia-szócikk fordításán alapul.  Az eredeti cikk szerkesztőit annak laptörténete sorolja fel. Ez a jelzés csupán a megfogalmazás eredetét és a szerzői jogokat jelzi, nem szolgál a cikkben szereplő információk forrásmegjelöléseként.